# (90138) Diehl
(90138) Diehl (2002 YD) – planetoida z grupy pasa głównego asteroid okrążająca Słońce w ciągu 3,47 lat w średniej odległości 2,29 j.a. Odkryta 25 grudnia 2002 roku.